# Thomas Renger
Thomas Renger (* 7. März 1970 in Zittau) ist ein deutscher Physiker und Professor für Theoretische Physik an der Johannes-Kepler-Universität (JKU) Linz.

## Leben
Von 1989 bis 1995 studierte Thomas Renger Theoretische Physik an der Humboldt-Universität zu Berlin, Deutschland, und promovierte dort 1998. Von 1999 bis 2001 forschte er als Feodor-Lynen-Stipendiat der Alexander von Humboldt-Stiftung am California Institute of Technology, Pasadena, USA. Von 2002 bis 2009 leitete er eine Nachwuchsforschergruppe im Rahmen des Emmy Noether-Programms der Deutschen Forschungsgemeinschaft am Institut für Chemie und Biochemie an der Freien Universität Berlin. Seit 2009 ist Thomas Renger Professor am Institut für Theoretische Physik der JKU Linz und leitet dort die Abteilung für Theoretische Biophysik.

## Arbeits- und Forschungsschwerpunkte
- Theoretische Biophysik
- Struktur-Funktionsbeziehungen von biologischen Makromolekülen
- Theorie des Energie- und Ladungstransfers und der optischen Spektren
- Primärreaktionen der Photosynthese
- Dissipative Quantendynamik

## Preise und Stipendien
- Studienstiftung des deutschen Volkes (Humboldt-Universität zu Berlin 1992–1995)
- Studienstiftung des deutschen Volkes (Humboldt-Universität zu Berlin 1996–1998)
- Feodor Lynen Fellowship der Alexander von Humboldt-Foundation (California Institute of Technology, 1999–2001)
- Emmy-Noether-Programm der Deutschen Forschungsgemeinschaft (Freie Universität Berlin, 2002–2007)